# Nuno Moreira
Nuno Gonçalo Rocha Moreira, noto semplicemente come Nuno Moreira (Espinho, 16 giugno 1999), è un calciatore portoghese, attaccante del Vasco da Gama.

## Caratteristiche tecniche
È un'ala destra.

## Carriera
Cresciuto nel settore giovanile dello Sporting Lisbona, debutta con la squadra riserve il 21 settembre 2020 in occasione dell'incontro del Campeonato de Portugal vinto 1-0 contro l'Oriental Lisbona.
Nel 2021 passa a titolo definitivo al Vizela, club neopromosso nella prima divisione portoghese, dove rimane fino al 2024, quando si accasa al Casa Pia, altro club della prima divisione lusitana.

## Statistiche

### Presenze e reti nei club
Statistiche aggiornate al 31 luglio 2021.
| Stagione        | Squadra            | Campionato      | Campionato | Campionato | Coppe nazionali | Coppe nazionali | Coppe nazionali | Coppe continentali | Coppe continentali | Coppe continentali | Altre coppe | Altre coppe | Altre coppe | Totale | Totale |
| Stagione        | Squadra            | Comp            | Pres       | Reti       | Comp            | Pres            | Reti            | Comp               | Pres               | Reti               | Comp        | Pres        | Reti        | Pres   | Reti   |
| --------------- | ------------------ | --------------- | ---------- | ---------- | --------------- | --------------- | --------------- | ------------------ | ------------------ | ------------------ | ----------- | ----------- | ----------- | ------ | ------ |
| 2020-2021       | Sporting Lisbona B | CdP             | 26         | 6          |                 | -               | -               |                    | -                  | -                  |             | -           | -           | 26     | 6      |
| 2021-2022       | Vizela             | PL              | 4          | 0          | CP+CdL          | 0+1             | 0               |                    | -                  | -                  |             | -           | -           | 5      | 0      |
| Totale carriera | Totale carriera    | Totale carriera | 30         | 6          |                 | 1               | 0               |                    | -                  | -                  |             | -           | -           | 31     | 6      |